# Conospermum ellipticum
Conospermum ellipticum (лат.) — кустарник, вид рода Коноспермум (Conospermum) семейства Протейные (Proteaceae), эндемик восточной Австралии.

## Ботаническое описание
Conospermum ellipticum — кустарник высотой до 1,5 м. Листья с черешком 1,6–2 мм длиной; пластинка эллиптическая, длиной 6,5–23 мм, шириной 2,2–8,75 мм, опушённая. Соцветие - метёлка; цветоносный побег 15–26 мм длиной, бело-войлочный; прицветники 3–4 мм длиной, 2,5–3 мм шириной, волосистые у основания и нижних сторон или более или менее гладкие, с заострённой вершиной. Околоцветник белый густо опушённый; трубка длиной 3,5–4 мм; верхняя губа мешковидная, яйцевидная, длиной 1,5–2,1 мм, шириной 1,5–1,75 мм, густо опушённая, с загнутой вершиной; нижняя губа объединена на 1–1,25 мм. Плод - орех длиной 2–2,25 мм, шириной 2,5–3 мм; основание ореха опушённое золотисто-ржавыми волосками; волоски по окружности длиной 1,5–2 мм, золотисто-ржаво-кремовые; центральный пучок длиной 2–2,5 мм. Цветёт весной.

## Таксономия
Впервые этот вид был описан английским ботаником Джеймсом Эдвардом Смитом в 1808 году.

## Распространение
C. ellipticum — эндемик восточной Австралии. Встречается от Брокен-Бей до Джервис-Бей на востоке Нового Южного Уэльса.